# Fontana di Piazza di Sant'Andrea della Valle
Fontana di Piazza di Sant'Andrea della Valle är en fontän på Piazza di Sant'Andrea della Valle på gränsen mellan Rione Parione och Rione Sant'Eustachio i Rom. Fontänen, som står framför basilikan Sant'Andrea della Valle, designades av Carlo Maderno år 1614.

## Beskrivning
Fontänen beställdes av påve Paulus V för Piazza Scossacavalli i Rione Borgo. Vid anläggandet av Via della Conciliazione monterades fontänen ned år 1933 och deponerades i trädgården till Casina Bessarione. År 1957 rekonstruerades fontänen på sin nuvarande plats.
Fontänens bas bär påve Paulus V:s heraldiska djur: drakar och örnar.

## Bilder
| - Piazza Scossacavalli med fontänen. I bakgrunden kyrkan San Giacomo a Scossacavalli. Gravyr av Giovanni Battista Falda. - Närbild. - Piazza di Sant'Andrea della Valle med fontänen och basilikan Sant'Andrea della Valle. |